# مقاطعات أفغانستان

مقاطعات أفغانستان

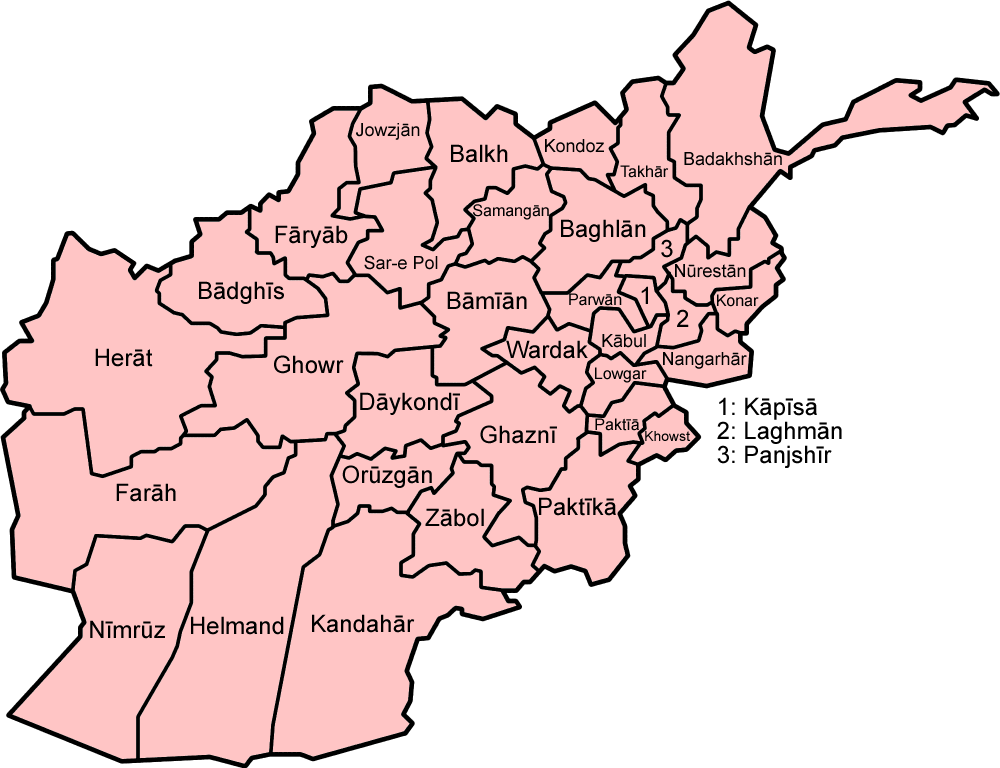
تسمية الولايات على الخريطة السياسية في أفغانستان

هذه هي قائمة مقاطعات أفغانستان، والمعروفة باسم ولسوالي ((بالبشتوية: ولسوالۍ)،wuləswāləi؛ (بالفارسية: شهرستان)، شهرستان). وهي وحدات إدارية من المستوى الثاني، بمستوى واحد أقل من الولايات. أصدرت الحكومة الأفغانية أول خريطة للمقاطعات في عام 1973. وقد اعترفت بـ 325 مقاطعة، بما في ذلك واليسواليات (مقاطعات)، والعقدير (نواحي)، ومركز ولاية (مقاطعات مركزية). في السنوات التي تلت ذلك، أضيفت مقاطعات إضافية من خلال التقسيمات، وأزيل عدد قليل من خلال عمليات الدمج. في يونيو 2005، أصدرت الحكومة الأفغانية خريطة لـ 398 مقاطعة. تم تبنيه على نطاق واسع من قبل العديد من أنظمة إدارة المعلومات، على الرغم من إضافة Sharak-e-Hayratan لإجمالي 399 مقاطعة. بقي هذا التقسيم المعيار الفعلي، اعتبارًا من أواخر عام 2018، على الرغم من سلسلة الإعلانات الحكومية عن إنشاء مقاطعات جديدة.
أحدث مجموعة تضم 421 مقاطعة. "دون أن يلاحظه أحد تقريبًا، توصل مكتب الإحصاء المركزي (CSO) والمديرية المستقلة للحكم المحلي (IDLG) إلى قائمة مشتركة وموحدة لعدد المقاطعات في أفغانستان. وسلمت هذه القائمة إلى اللجنة المستقلة للانتخابات التي استخدمتها في التحضير للانتخابات. العدد 387. (أو 387 "مقاطعة" و 34 "مقاطعة مركزية إقليمية" لـ 421 مقاطعة في المجموع). فيما يلي رابط خارجي لجدول بيانات لبعض الأجيال الحديثة من مجموعات المقاطعات.
تتضمن القائمة أدناه مقاطعات ذات روابط لصفحات ويكيبيديا أخرى. لا يتوافق مع أي مجموعة مقاطعة معينة. تفتقر إلى عدد من المقاطعات المعترف بها حاليًا من قبل الحكومة الأفغانية، وتفتقر إلى بعض المقاطعات الأخرى التي تحظى بشعبية ولكنها غير معترف بها رسميًا.

## شمال أفغانستان

### شمال شرق أفغانستان

#### ولاية بدخشان

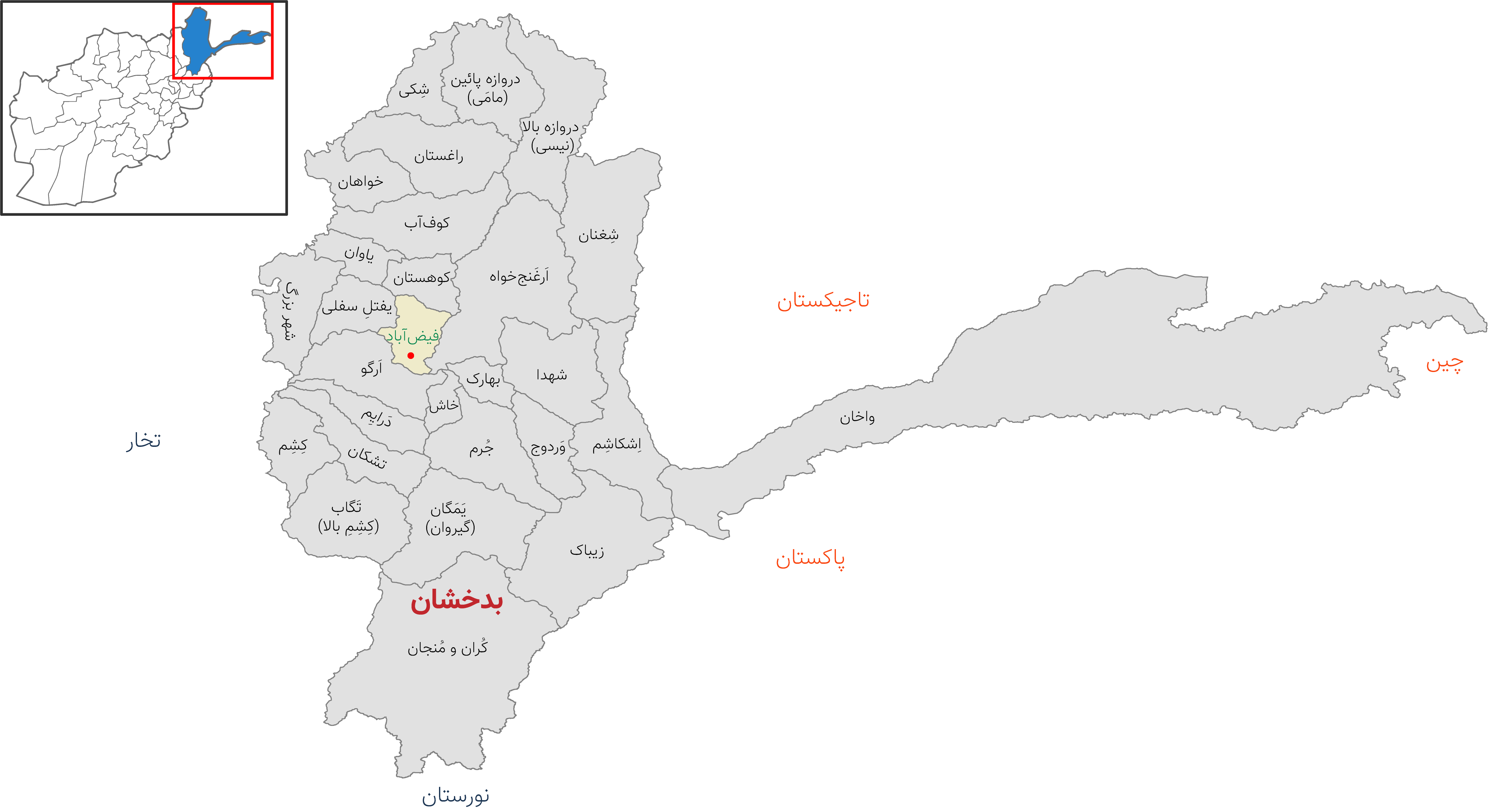

- أرغنج خواه - كانت في السابق جزءًا من مقاطعة فيض آباد
- آرغو - كانت في السابق جزءًا من مقاطعة فيض آباد
- بهارك
- درايم - كانت في السابق جزءًا من مقاطعة فيض آباد
- فيض آباد
- إيشكاشم
- جورم
- خاش - كانت في السابق جزءًا من مقاطعة جورم
- خواهان
- كشم
- كوهستان - كانت في السابق جزءًا من مقاطعة بحراك
- كوف آب - كانت في السابق جزءًا من مقاطعة خوهان
- كران ومنجان
- ميمي - كانت جزءًا سابقًا من مقاطعة درواز
- نصي - كانت في السابق جزءًا من مقاطعة درواز
- راغ
- شهري بزرك
- شكاي - كانت في السابق جزءًا من مقاطعة درواز
- شيغنان
- الشهداء - كانت سابقًا جزءًا من مقاطعة بحراك
- تاجاب - كانت في السابق جزءًا من مقاطعة فيض آباد
- تشكان - كانت في السابق جزءًا من مقاطعة كيشيم
- واخان
- وردوج - كانت في السابق جزءًا من مقاطعة بحراك
- يفتل سفلى - كانت في السابق جزءًا من مقاطعة فيض آباد
- يمكان - كانت في السابق جزءًا من مقاطعة بحراك
- ياوان - كانت في السابق جزءًا من مقاطعة راغ
- زباك

#### ولاية بغلان
- اندراب

مقاطعات بغلان.

- بغلان - الآن جزء من مقاطعة بغلاني جديد
- بغلاني جديد
- البرقع
- دهانا غوري
- ديه صلاح - سابقا جزء من مقاطعة أندراب
- دوشي
- فارانغ وغارو - كانت في السابق جزءًا من مقاطعة خوست وا فيرينغ
- غوزارجاهي نور - كانت في السابق جزءًا من مقاطعة خوست وا فيرينغ
- خنجان
- خوست وفرينغ
- خواجة هجران - كانت في السابق جزءًا من مقاطعة أندراب
- نهرين
- بولي حصار - كانت في السابق جزءًا من مقاطعة أندراب
- بولي خمري
- تالا وبرفق

#### ولاية قندوز

مقاطعات قندوز.

- علي آباد
- أرشي
- شاردارا
- الإمام صاحب
- خان أباد
- قندوز
- Qalay-I-Zal
- عقطش
- جول تيبا
- كلباد

#### ولاية تخار

مقاطعات تخار.

- بحراك - كانت في السابق جزءًا من قضاء طالوقان
- بانجي
- شاه أب
- تشال
- درقاد
- دشتي قلعة - كانت في السابق جزءًا من مقاطعة خواجا غار
- فرخار
- هزار سموخ - كانت في السابق جزءًا من مقاطعة طالوقان
- يشكاميش
- كالفجان
- خواجة بهاء الدين - كانت في السابق جزءًا من مقاطعة يانجي قلعة
- خواجة غار
- ناماك آب - كانت في السابق جزءًا من قضاء طالوقان
- الرستاق
- طالقان
- الورساج
- يانجي قالا

### شمال غرب أفغانستان

#### ولاية بلخ
- بلخ
- شهار بولاق
- شهار كنت
- شيمتال
- دولت آباد
- الدهدادي
- كالدار
- خولمي
- كيشينديه
- مرمول
- مزار الشريف
- نهر شاهي
- Sholgara
- شورتيبا

مقاطعات بلخ.

- زاري - كانت في السابق جزءًا من مقاطعة قيشندي

#### ولاية فارياب
- ألمار
- أندخوي
- بيلتشيراغ
- دولت آباد

مقاطعات فارياب.

- غورزيوان - كانت في السابق جزءًا من مقاطعة بلتشيراغ
- خاني شهار باغ
- خواجة سابز بوش
- كوهيستان
- ميمنه
- البشتون كوت
- قرمقل
- قيصر
- قرقان - كانت في السابق جزءًا من مقاطعة أندخوي
- شيرين تاجاب

#### ولاية جوزجان
- عكاشة
- درزاب
- فايز آباد
- خمياب

مقاطعات جوزجان.

- الخانيقة - كانت في السابق جزء من قضاء عكشة
- خواجا دو كوه
- مارديان
- مينجاجيك
- قرقين
- قوش تيبا - كانت في السابق جزءًا من مقاطعة درزاب
- شبيرغان

#### ولاية سمنكان
- أيبك

مقاطعات سامانجان.

- دره صوف بالا- جزء من مقاطعة دره صوف السابقة
- دره صوف بايان- جزء من مقاطعة دره صوف السابقة
- فيروز ناخشير - كانت في السابق جزءًا من مقاطعة خولمي ؛ انتقلت من ولاية بلخ
- حضرة سلطان
- خورام وصربغ
- روي دو أب

#### ولاية سربل
- بلخاب

مقاطعات سربل.

- غوسفندي - كانت في السابق جزءًا من مقاطعة صياد
- كوهيستانات
- سانجشاراك
- سار إي بول
- صياد
- سوزما قلعة

## وسط أفغانستان

### وسط أفغانستان

#### ولاية باميان
- باميان
- كهرمد[الإنجليزية] - انتقل من ولاية بغلان
- البنجاب

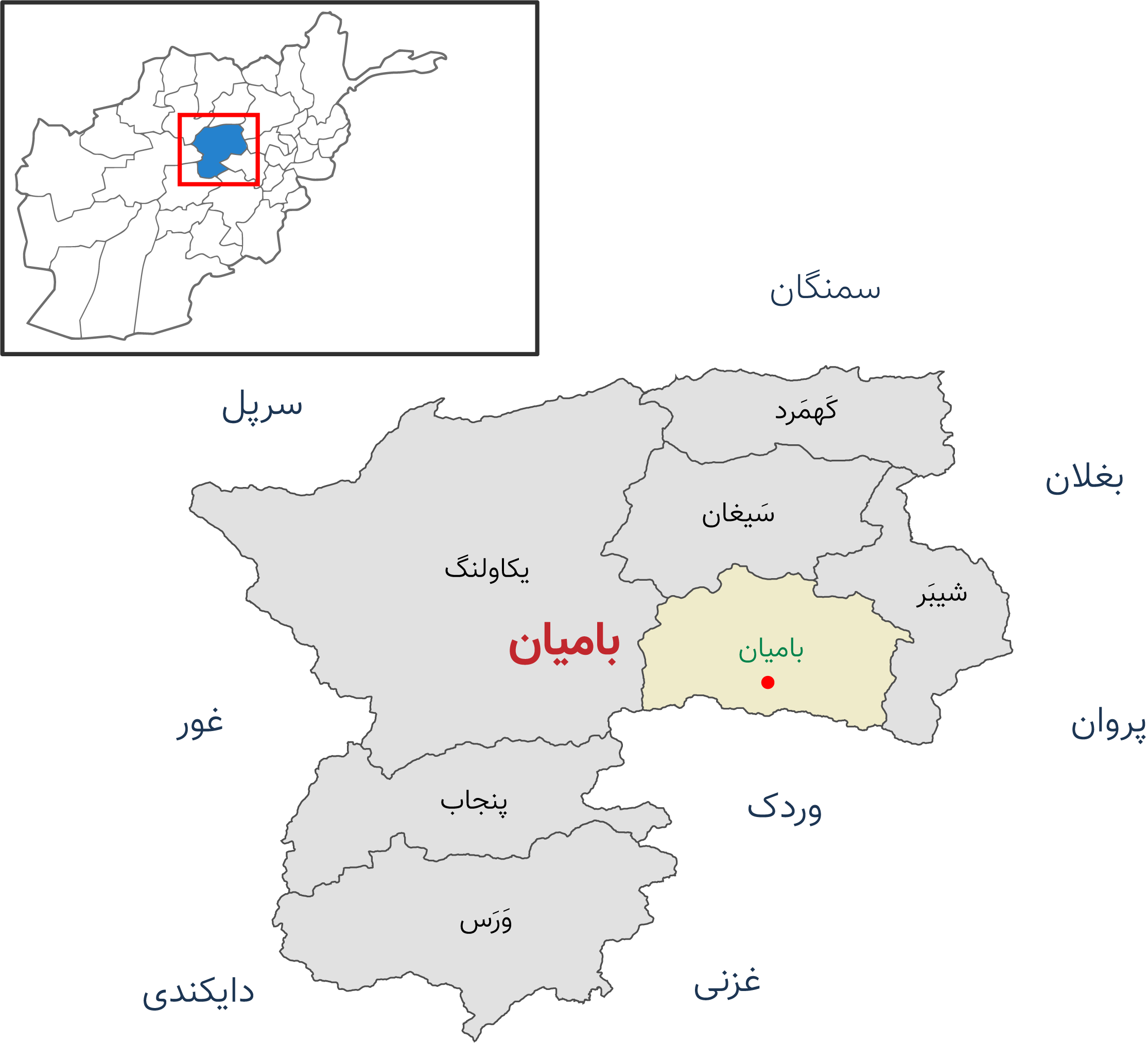
مقاطعات باميان.

- سيغان[الإنجليزية] - كانت في السابق جزءًا من مقاطعة كهمرد ؛ انتقلت من مقاطعة بغلان
- شيبار
- واراس
- ياكولانغ

#### ولاية كابول
- باغرامي
- شهار أسياب
- ديه سابز

مقاطعات كابول.

- فرزة - كانت في السابق جزءًا من مقاطعة مير باشا كوت
- جولدارا
- استالف
- كابول
- كالكان
- كاكي جبار
- مير باشا كوت
- مساحي
- باغمان
- القراباغ
- شاكاردارا
- سوروبي

#### ولاية كابيسا
- الاساي

مقاطعات كابيسا.

- حصة أوال كوهيستان - جزء من مقاطعة كوهستان السابقة
- هيسا دوم كوهيستان - جزء من مقاطعة كوهيستان السابقة
- فرقة كوه
- محمود راقي
- نجراب
- تاجاب

#### ولاية لوكر
- أزرا - انتقلت من ولاية بكتيا
- براقي براك
- شارخ

مقاطعات لوكر.

- خروار - كانت في السابق جزءًا من مقاطعة شرخ
- خوشي
- محمد اغا
- بولي علم

#### ولاية بنجشير

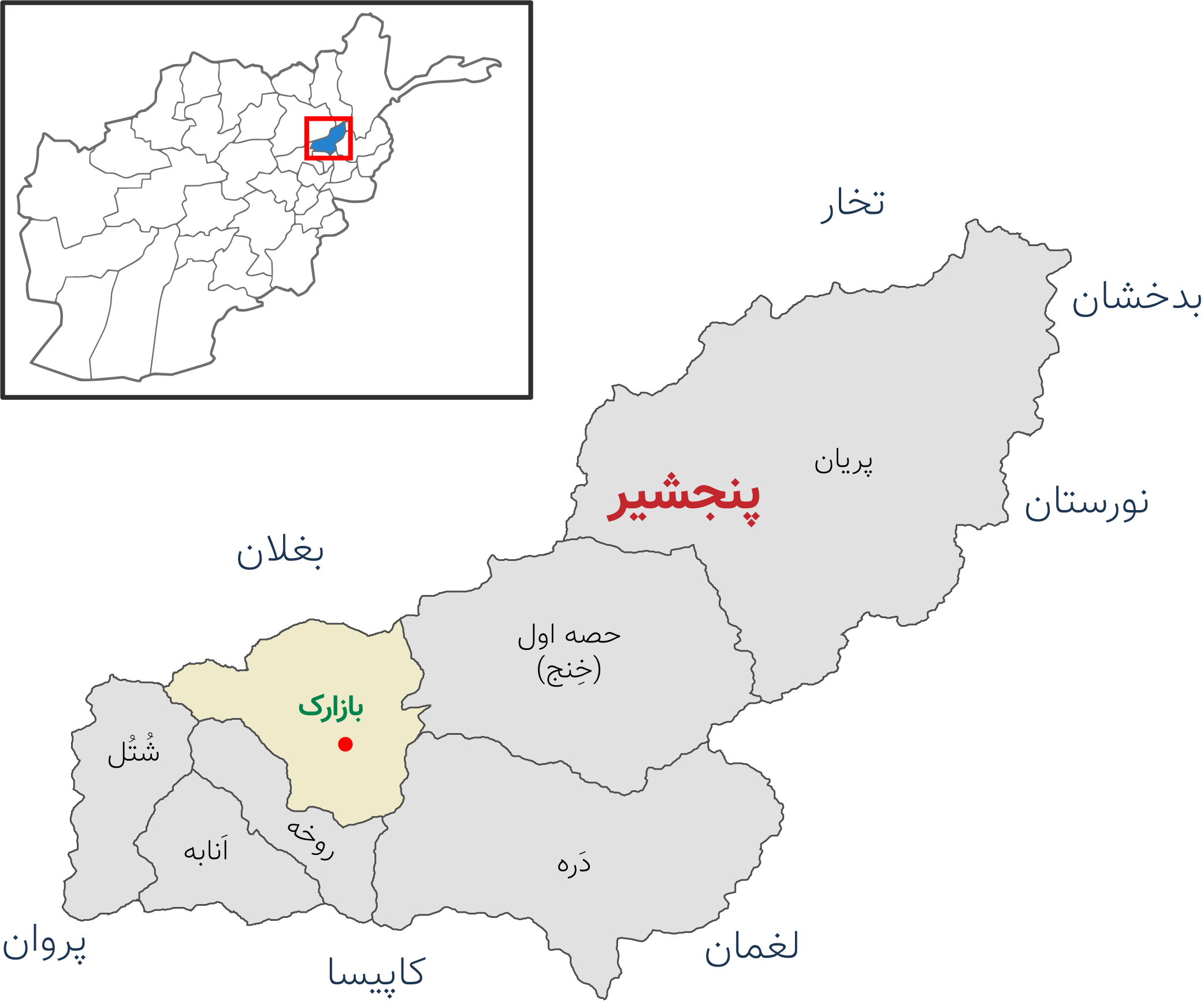
مقاطعات بنجشير.

- أنابة - جزء من مقاطعة بنجشير السابقة
- بازارك - جزء من مقاطعة بنجشير السابقة
- دره - جزء من مقاطعة حصه دوم بنجشير
- خنج  - جزء من مقاطعة حصة أوال بنجشير السابقة
- بريان - جزء من مقاطعة حصة أوال بنجشير السابقة
- روخة - التي تم إنشاؤها من أجزاء من مقاطعات هيسا Duwum بانجشير وبانجشير السابقة
- شتل - جزء من مقاطعة بنجشير السابقة

#### ولاية بروان
- بغرام
- شاريكار
- غوربند
- جبل سراج
- كوه صافي [الإنجليزية]‏
- سالنغ [الإنجليزية]‏
- سيد خيل [الإنجليزية]‏ - كانت في السابق جزءًا من مقاطعة جبل السراج
- الشيخ علي [الإنجليزية]‏
- شينواري
- سرخ بارسا [الإنجليزية]‏

#### ولاية وردك

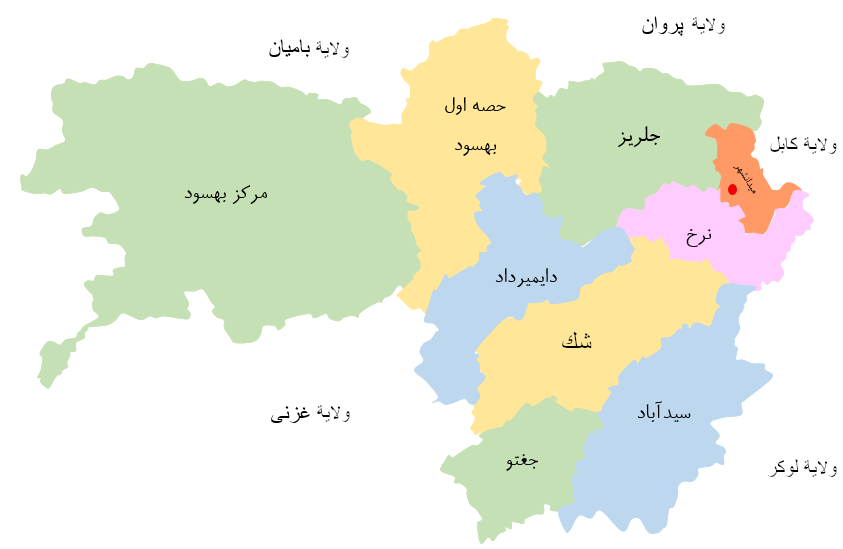
مقاطعات وردك.

- شك وردك
- دايمرداد[الإنجليزية]
- حصة أول بهسود[الإنجليزية]
- جغتو[الإنجليزية] - انتقلت من مقاطعة غزنة
- جالريز
- مركز بهسود[الإنجليزية]
- ميدان شهر[الإنجليزية]
- نرخ
- سيد آباد

### شرق أفغانستان

#### ولاية كنر
- أسد أباد
- بار كونار
- تشابا دارا
- تشوكاي
- دانغام
- بيش دره

مقاطعات كونار.

- غازي أباد - كانت في السابق جزءًا من مقاطعة نورغال
- خاص كنار
- مرورة
- نارانج وباديل
- ناري
- نورغال
- شيغال وشيلتان - كانت في السابق جزءًا من مقاطعة تشابا دارا
- سيركاناي
- واتا بور - كانت في السابق جزءًا من مقاطعة أسد أباد
- ش سلطان - كانت في السابق جزءًا من مقاطعة شايغل

#### ولاية لغمان
- الينجار
- التصيد

مقاطعات لغمان.

- بعد باخ - كانت في السابق جزءًا من مقاطعة مهترلام
- دولت شاه
- مهترلام
- قرغاي

#### ولاية ننكرهار
- أشين
- باتي كوت

مقاطعات ننجرهار.

- بهسود - كانت في السابق جزءًا من مقاطعة جلال أباد
- تشابهار
- دارا نور
- ديه بالا
- دور بابا
- غوشتا
- حصارك
- جلال اباد
- كاما
- خوجياني
- كوت - كانت في السابق جزءًا من مقاطعة رودات
- كوز كونار
- لال بور
- مهمند دارا
- نازيان
- بشير وعجم
- رودات
- شيرزاد
- شينوار
- سورخ رود
- هاسكا مينا

#### ولاية نورستان
- برغ متال  [لغات أخرى]‏

مقاطعات نورستان.

- دو آب  [لغات أخرى]‏ - تم إنشاؤه من أجزاء من مقاطعتي نورستان وماندول
- كامديش
- مندول  [لغات أخرى]‏
- نورغرام  [لغات أخرى]‏ - تم إنشاؤها من أجزاء من مقاطعتي نورستان واما
- بارون - كانت في السابق جزءًا من مقاطعة واما
- واما  [لغات أخرى]‏
- ويغال

#### ولاية بادغيس

مقاطعات بادغيس.

- أب كماري
- غورماش
- جواند
- مقور
- بالا مرغب
- القادس
- قلعة ناو

#### ولاية فراه

مقاطعات فرح.

- أنار دارا
- باكوا
- بالا بولوك
- فرح
- جوليستان
- كاكي صفد
- لاش وجوين
- بور شامان
- بوشت رود
- قالا كاه
- شيب كوه

#### ولاية غور
- تشاغتشاران  (Ferozkoh)
- حي مرغب - سابقا جزء من فيروزكوه.
- تشارسادا
- دولت يار
- حي دو لينا
- لال وسارجانغال
- باساباند
- صغار
- شهراك
- تيوارا
- تولاك

#### ولاية هرات

مقاطعات هرات.

- أدراسكان
- شيشتي شريف
- الفارسية
- غوريان
- جولان
- جوزارا
- هرات
- إنجيل
- كرخ
- كوهسان
- كشك
- كوشكي كوهنا
- اوبي
- البشتون زارغون
- شينداند
- زنده جان
- تورغاندي
- اسلام قلعة

## جنوب أفغانستان

### جنوب شرق أفغانستان

#### ولاية غزني
- فرقة أب
- أجريستان
- أندار
- ديه ياك
- جيلان
- مدينة غزنة
- جيرو
- جاغاتو
- جاغوري

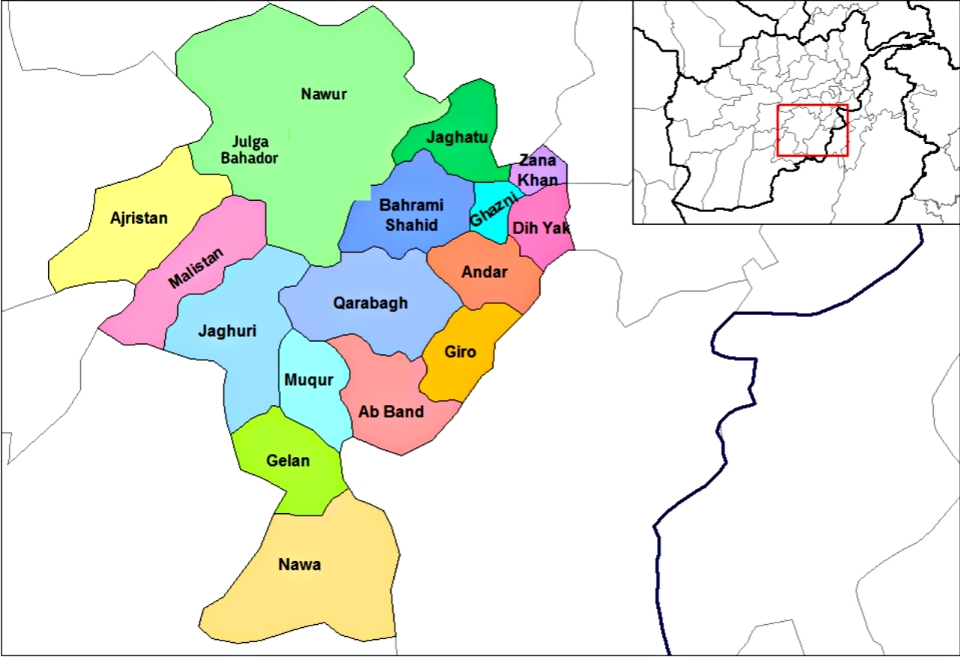
مقاطعات غزنة.

- خوجياني - تم إنشاؤها من أجزاء من منطقتي وايز شهيد وغزني
- خواجة عمري - كانت في السابق جزءًا من مقاطعة وايز شهيد
- ماليستان
- مقور
- نوى
- ناوور
- القراباغ
- رشيدان - كانت في السابق جزءًا من مقاطعة وايز شهيد
- واغاز - كانت في السابق جزءًا من مقاطعة مقور
- زانا خان

#### ولاية خوست

مقاطعات خوست.

- باك
- جوربوز
- جاجي ميدان
- خوست (ماتون)
- ماندوزاي
- موسى خيل
- نادر شاه كوت
- قلندر
- صباري
- شمال - انتقل من ولاية بكتيا
- سبيرا
- تاني
- تيري زيي

#### ولاية بكتيا

مقاطعات باكتيا.

- أحمد أبا - سابقا جزء من مقاطعة سعيد كرم
- أحمد خيل
- داند أو باتان
- غارديز
- جانيخيل
- سعيد كرم
- شواك
- تسامكاني
- زدران
- زازي
- زورمات

#### ولاية بكتيكا
- بارمال
- ديلا
- جايان
- جومال

مقاطعات بكتيكا.

- جانيخيل - كانت في السابق جزءًا من مقاطعة خركوت
- خيركوت
- ماتا خان
- نيكا
- أمنا
- سار حوزة
- سوروبي
- شاران
- تيروا - كانت في السابق جزءًا من مقاطعة وازاخوة
- أورغون
- وازاخوا
- وور مامي
- يحيى خيل - سابقا جزء من مقاطعة خركوت
- يوسف خيل - كانت سابقاً جزءاً من مقاطعة خركوت
- زيروق

### جنوب غرب أفغانستان

#### ولاية دايكندي

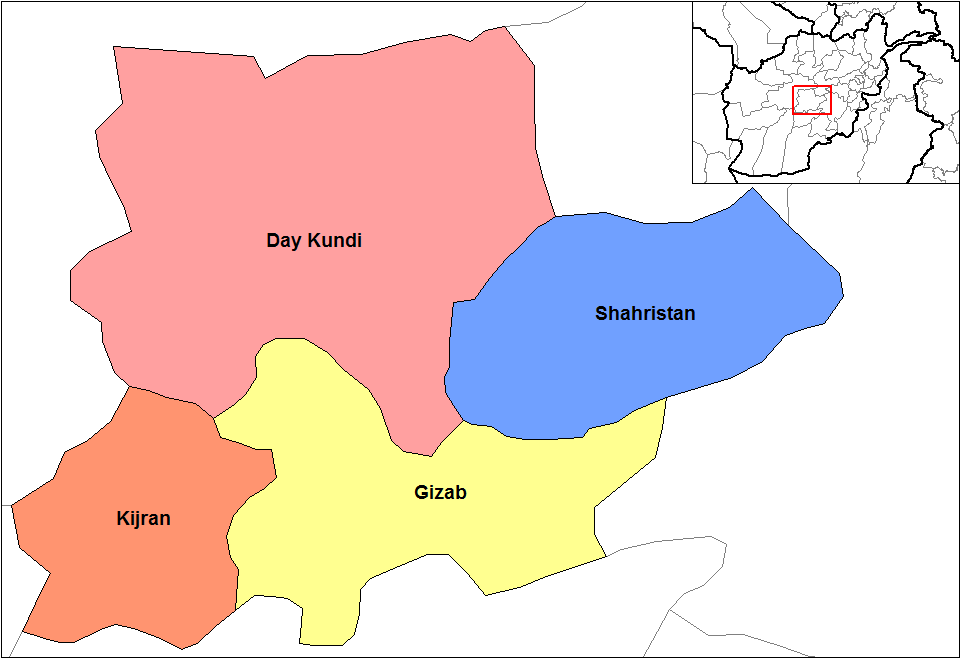
مقاطعات دايكوندي.

- عشتارلاي - جزء من مقاطعة دايكوندي السابقة ؛ انتقلت من مقاطعة أوروزغان
- كجران - انتقلت من مقاطعة أوروزغان
- خضر - جزء من مقاطعة دايكوندي السابقة ؛ انتقلت من مقاطعة أوروزغان
- كيتي - كانت في السابق جزءًا من مقاطعة كاجران ؛ انتقلت من مقاطعة أوروزغان
- ميرامور - كانت في السابق جزءًا من مقاطعة شارستان ؛ انتقلت من مقاطعة أوروزغان
- نيلي - جزء من مقاطعة دايكوندي السابقة ؛ انتقلت من مقاطعة أوروزغان
- سانجتخت - جزء من مقاطعة دايكوندي السابقة ؛ انتقلت من مقاطعة أوروزغان
- شهرستان - انتقل من مقاطعة أوروزجان

#### ولاية هلمند
- باغران
- ديشو
- جارمسير
- جريشك
- كاجاكي
- خانشين
- لشكرجة

مقاطعات هلمند.

- المجرة - كانت في السابق جزءًا من مقاطعة ند علي
- موسى قلعة
- ناد علي
- ناوه بارکزائی
- نوزاد
- سانجين
- واشير

#### ولاية قندهار
- أرغنداب
- داند
- أرغستان
- دامان
- غوراك
- قندهار
- خاكريز
- معروف
- مايواند

مقاطعات قندهار.

- ميان ناشين - كانت في السابق جزءًا من مقاطعة شاه والي كوت
- نايش - انتقل من ولاية أروزكان
- بانجواي
- ريج
- شاه والي كوت
- شرابك
- سبين بولدك
- زهاري - التي تم إنشاؤها من أجزاء من مايواند وPanjwaye المناطق

#### ولاية نيمروز

مقاطعات نمروز.

- شهار برجك
- شاخانسور
- كانغ
- قضيب خاش
- زارانج

#### ولاية أروزكان

مقاطعات Orūzgān.

- كورا
- ديه روود
- جيزاب
- خاص أوروزغان
- شهيدي حساس
- تارينكوت

#### ولاية زابل
- ارغنداب
- أثغار
- دايشوبان

مقاطعات زبول.

- كاكار - كانت في السابق جزءًا من مقاطعة أرغنداب
- ميزانا
- نو بهار - تم إنشاؤها من أجزاء من مقاطعي شامولزاي و شينكاي في ولاية زابل.
- قلعة (من الناحية الفنية فقط بلدية وليس مقاطعة)
- شاه جوي
- شامولزاي
- شينكاي
- ترنك وجلداك

## روابط خارجية
- خدمة إدارة المعلومات في أفغانستان، تم الوصول إليه في 2006-07-27. [الرابط معطل. برنامج AIMS منتهي. ]
- AIMS District Matching، بالرجوع إليه في 2009-01-01. [الرابط معطل. برنامج AIMS منتهي. ]
- خرائط مقاطعات أفغانستان وتاريخها وتطبيقها على خرائط السكان والتحكم. تم الوصول إليه في 2019-02-14.